# 大阪市道福島桜島線
大阪市道福島桜島線（おおさかしどうふくしまさくらじません）は、大阪府大阪市福島区から此花区に至る全長約6.0kmの主要地方道で、ほぼ全線で北港通の愛称が付けられている。
- 起点： 野田阪神前交差点 （国道2号交点）
- 終点： 桜島2交差点

## 接続道路
| 接続する道路 北← 福島桜島線 →南 | 接続する道路 北← 福島桜島線 →南       | 交差点・ランプ | 交差点・ランプ | 交差点・ランプ |
| ------------------------------- | ------------------------------------- | -------------- | -------------- | -------------- |
| 国道2号 ＜曽根崎通＞            |                                       |                |                |                |
| 国道2号                         | 大阪府道29号大阪臨海線 ＜新なにわ筋＞ | 野田阪神 福島4 | 大阪市         | 福島区         |
| 大阪市道九条梅田線              | 大阪市道九条梅田線                    | 吉野 野田6     | 大阪市         | 福島区         |
| －                              | 市道福島桜島線                        | 千鳥橋         | 大阪市         | 此花区         |
| 国道43号                        | 国道43号                              | 梅香           | 大阪市         | 此花区         |
| 阪神高速2号淀川左岸線           | 阪神高速2号淀川左岸線                 | 島屋出入口     | 大阪市         | 此花区         |

## 沿線情報
- 福島区役所
- 大阪市中央卸売市場本場
- 此花区役所
- ユニバーサル・スタジオ・ジャパン